# Vyšehrad (geomorfologický podcelek)
Vyšehrad je geomorfologický podcelek pohoří Žiar.

## Vymezení
Nachází se v severní části pohoří a odděluje Horní Nitru od Horního Turce. Obklopuje ho na severu Lúčanská Fatra, podcelek Malé Fatry a Sokol, na východě Valčianska pahorkatina a Diviacka pahorkatina, patřící do Turčianské kotliny. Jižně pokračuje pohoří Žiar podcelkem Horeňovo a západním směrem se pohoří svažuje do Prievidzské kotliny, která patří do Hornonitrianské kotliny.

## Nejvyšší vrcholy
- Gaštan (838 m n. m.) - nejvyšší vrch pohoří
- Vyšehrad (829 m n. m.)
- Rozložná (783 m n. m.)
- Malý Vyšehrad (766 m n. m.)

## Památky
Na vrchu Vyšehrad se nacházejí pozůstatky výšinného hradiště. Velká část vrchu patří do národní přírodní rezervace.

## Sedla
Vyšehradské sedlo (579 m n. m.) je odvěkým strategickým přechodem do Turce a i v současnosti jím prochází důležitá spojnice Ponitria a Turce. Druhým je Vrícké sedlo (665 m n. m.), kterým vede cesta z Kľačna do Vrícka.